# Hadennia subapicibrunnea
Hadennia subapicibrunnea är en fjärilsart som beskrevs av Holloway 1976. Hadennia subapicibrunnea ingår i släktet Hadennia och familjen nattflyn. Inga underarter finns listade i Catalogue of Life.